# جميل توتنجي
جميل توتنجي (1896- 1981) طبيب وسياسي أردني تولى منصب وزير الصحة وأول سفير أردني لدى الاتحاد السوفييتي.

## المسار المهني
في عام (1918)، كان جميل التوتنجي ضابطًا طبيًا في الجيش العثماني. من عام (1919 - 1922)، عمل كطبيب في مقاطعة مادبا. في عام (1923)، كان أحد أعضاء الجيش العربي. و من عام (1923 -1940)، تولى منصب الطبيب الملكي.
من عام (1940 -1950)، كان توتنجي مدير للصحة. من عام (1950 -1951)، كان نائب وزير الصحة ذلك الوقت. من عام (1951 - 1962)، تولى منصب وزير الصحة والشؤون الإجتماعية. ومن عام (1962 - 1963)، تم تعيينه كعضو في مجلس الأعيان.
(30 مارس في عام 1964 - 1965)، تم تعيين توتنجي كسفير للأردن في موسكو ( لدى الاتحاد السوفيتي). ومن عام (1967 - 1971)، تم تعيينه كعضو في مجلس الاعيان.

## الجوائز والأوسمة
- وسام الكوكب الأردني
- وسام القديس يوحنا ( الذي عرف قانونيًا علم 1888)
- وسام الضريح المقدس
- وسام الثورة والاستقلال